# Forsand

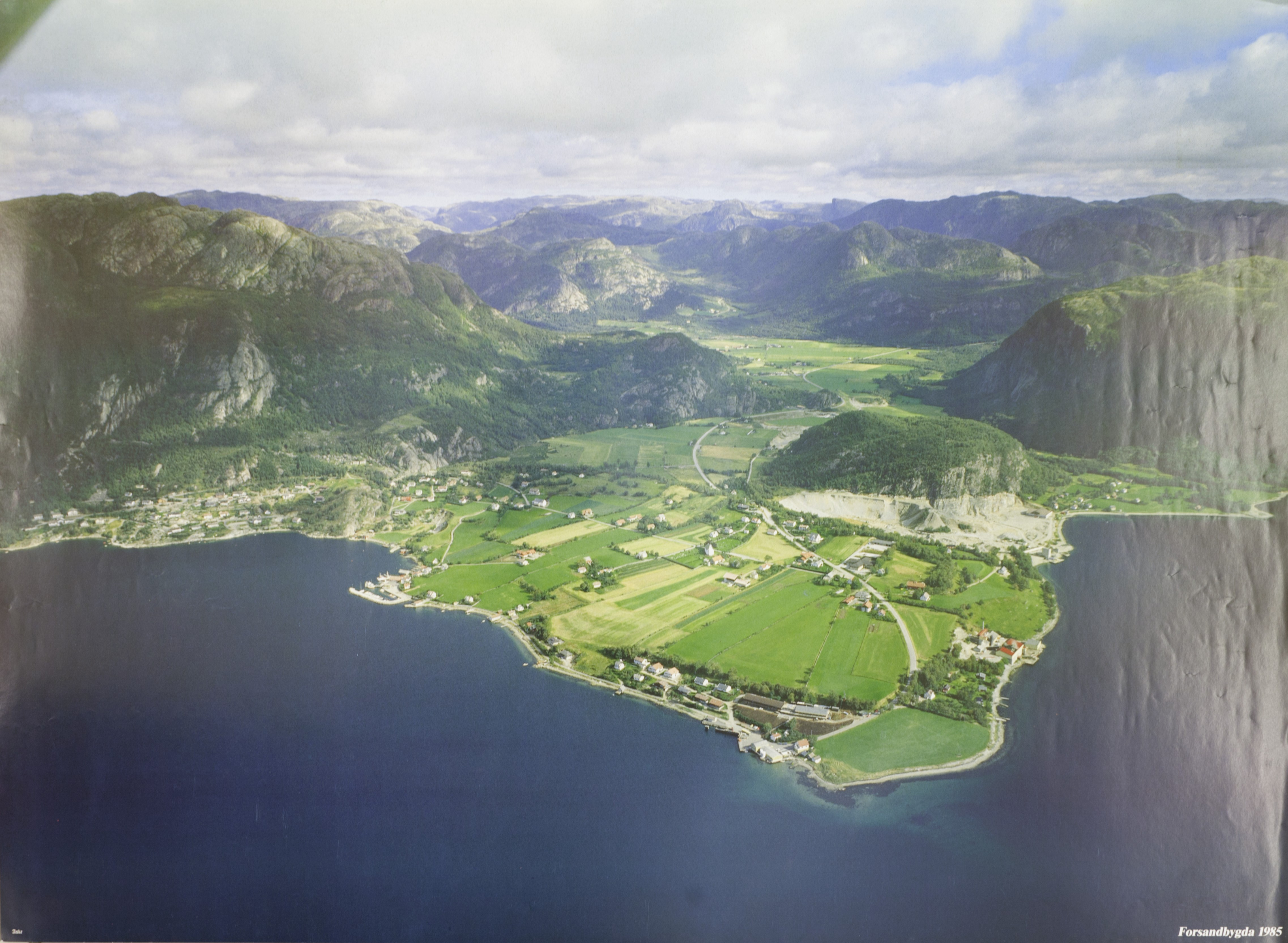
Với khoảng 1.100 cư dân, Forsand là một trong những đô thị nhỏ nhất ở Rogaland về dân số.

Forsand là một đô thị ở hạt Rogaland, Na Uy. Forsand đã được tách ra từ Høle vào ngày 1 tháng 1 năm 1871. Năm 1999, bằng chứng về dân số ở đây có niên đại khoảng 7500 trước Công nguyên.
Forsand nằm giữa hai vịnh hẹp, Lysefjord và Høgsfjord. Đây là một trong các thành phố lớn nhất trong hạt Rogaland về diện tích, và một trong những nhỏ nhất về dân số. Đô thị Forsand có diện tích 842 km ² và có dân số 1.116 (năm 2008). 